# Milburn G. Apt
Milburn G. Apt (9. travnja, 1924. – 27. rujna, 1956.) bio je američki zrakoplovac.
Milburn Apt je poginuo 27. rujna 1956.g. u eksperimentalnom raketnom zrakoplovu Bell X-2. Toga dana je letio tada rekordnom brzinom od 3,377 km/h (Mach 3.196), na visini od 19,977 m iznad pustinje Mojave, Kalifornija. 